# Longévité des personnages de la Bible
La longévité des personnages de la Bible, telle qu'elle est évoquée dans le Livre de la Genèse, est à l'origine d'un mythe, dont certains ont conclu qu'il incarnait la dédivinisation de l'homme, c'est-à-dire le passage de l'humanité mythique vers l'humanité historique. Le récit biblique de la Genèse étant une théologie de l'histoire, les rédacteurs bibliques diminuent progressivement la longévité des figures bibliques à mesure qu'elles s'éloignent de la perfection des origines. Si certains âges sont effectivement extrêmement avancés pour signifier des âges d'or prédiluviens comme Mathusalem, d'autres âges biblique comme Moïse pourraient aussi aisément s'expliquer par des erreurs d'interprétations. 

## Données issues de la Bible
Les temps de vie ci-dessous sont issus du texte massorétique. Dans la Septante, les chiffres sont parfois différents.
- Adam vit 930 ans[3]
  - Abel
  - Caïn
  - Seth vit 912 ans[4]
    - Énosh vit 905 ans[5]
      - Kénan vit 910 ans[6]
        - Mahalalel vit 895 ans[7]
          - Yared vit 962 ans[8]
            - Hénoch vit 365 ans[9]
              - Mathusalem vit 969 ans[10],[Note 1]
                - Lamech vit 777 ans[11]
                  - Noé vit 950 ans[12]
                    - Sem vit 600 ans[13]
                      - Arpakshad vit 438 ans[14]
                        - Shélah vit 433 ans[15]
                          - Eber vit 464 ans[16]
                            - Péleg vit 239 ans[17]
                              - Réou vit 239 ans[18]
                                - Seroug vit 230 ans[19]
                                  - Nahor vit 148 ans[20]
                                    - Terah vit 205 ans[21]
                                      - Abraham vit 175 ans[22]
                                        - Ismaël vit 137 ans[23]
                                        - Isaac vit 180 ans[24]
                                          - Ésaü
                                          - Jacob vit 147 ans[23]
                                            - Joseph vit 110 ans[25]
                                              - Éphraïm
                                                - Noun
                                                  - Josué vit 110 ans[26]

                                            - Lévi vit 137 ans[27]
                                              - Kehath vit 133 ans[28]
                                                - Amram vit 137 ans[29]
                                                  - Moïse vit 120 ans[30]
                                                  - Aaron vit 123 ans[31]

                                            - Juda vit 119 ans[32]
                                              - Perets
                                                - Hesron (Esrom)
                                                  - Aram
                                                    - Amminadab
                                                      - Nachschon
                                                        - Salmôn
                                                          - Boaz
                                                            - Obed
                                                              - Jessé
                                                                - David vit 70 ans[33]

## Le mythe de la longévité
Les mythes de longévité sont nombreux dans la Bible. Adam, le premier homme dans la Bible, meurt à 930 ans.
La chronologie présentée par la Bible montre que « l'âge des patriarches diminue régulièrement, à quelques accidents près. Cela ressemble à une sorte de « dédivinisation » de l'homme, ou à rebours, à un mode d'hominisation. Ces dix personnages postdiluviens issus de Noé servent à assurer la transition entre cette humanité mythique des premiers âges décrits dans les premiers chapitres et l'humanité historique, pour laquelle l'espérance de vie est déjà moins surhumaine », sans pour autant d'immortalité.